# Терешка (приток Шкла)
Тере́шка (укр. Терешка) — река в Яворовском районе Львовской области, Украина. Правый приток реки Шкло (бассейн Вислы).
Длина реки 10 км, площадь бассейна 46,2 км². Русло слабоизвилистое, пойма в среднем и нижнем течении местами заболоченная. Построено несколько прудов.
Истоки расположены к северу от села Старичи между лесистыми холмами южных склонов Расточья. Река течёт на юг и юго-запад. Впадает в Шкло на его 70-м км на восточной окраине села Новый Яр.